# Lepthyphantes maesi
Lepthyphantes maesi là một loài nhện trong họ Linyphiidae.
Loài này thuộc chi Lepthyphantes. Lepthyphantes maesi được Robert Bosmans miêu tả năm 1986.